# Schloss Sofiero

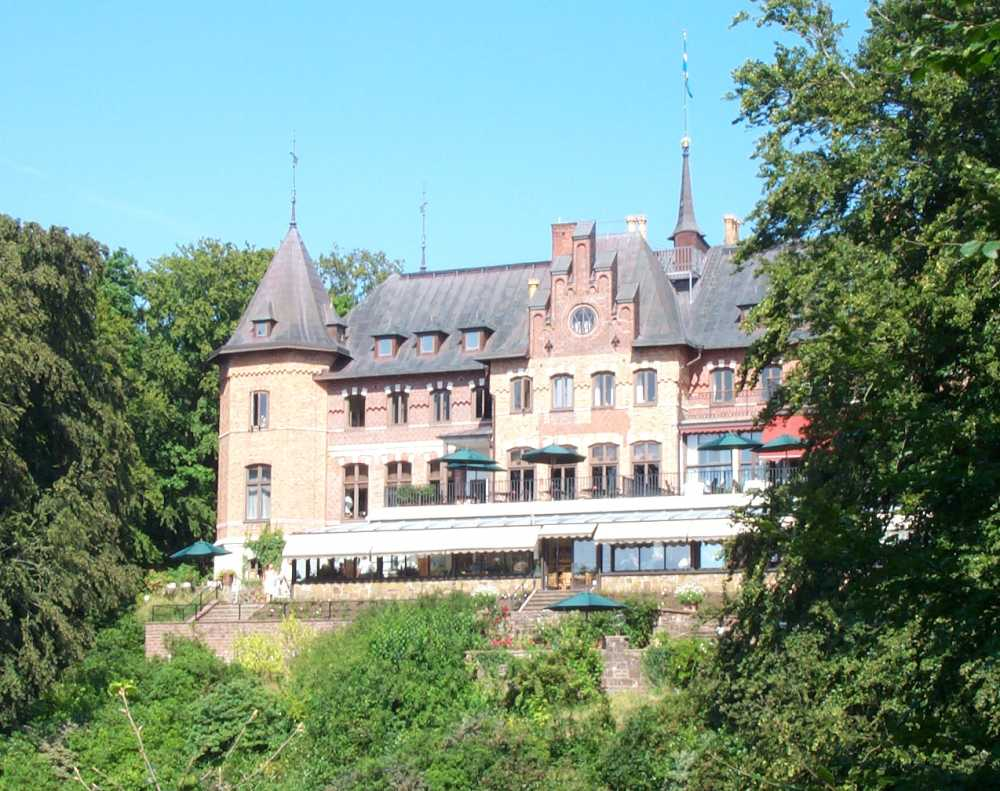
Schloss Sofiero

Schloss Sofiero, kurz Sofiero, liegt im südschwedischen Schonen, 5 km nördlich von Helsingborg.
Sofiero wurde 1864 als Sommerwohnsitz für Prinz Oskar und seine Gemahlin Sophia von Nassau errichtet. Das anfangs einstöckige Gebäude erhielt seine heutige Form zwischen 1874 und 1876. Der spätere König Oskar II. schenkte es 1905 seinem ältesten Enkel Prinz Gustav Adolf zur Hochzeit.
Gustav Adolf und seine erste Frau Margarete waren es, die den Garten in seiner heutigen Form planten und gestalteten. 1907 pflanzten sie den ersten Rhododendron, den Grundstock einer in Europa einzigartigen Sammlung von 10.000 Pflanzen in 300 Arten. Während im oberen Teil des Geländes verschiedene Themengärten und zeitgenössische Skulpturen dominieren, erstrecken sich die Rhododendren im unteren Teil durch ein künstlich geschaffenes Flusstal bis zum Öresund.
Nach dem Tod Gustav Adolfs 1973 fiel Sofiero an die Gemeinde Helsingborg. Heute sind im Schloss ein Museum, ein Restaurant und ein Café untergebracht.